# Galleguillos de Campos
Galleguillos de Campos és una localitat de la província de Lleó, Comunitat Autònoma de Castella i Lleó, que pertany a l'ajuntament de Sahagún.
Està situat a la carretera de Mayorga, entre les poblacions de San Pedro de las Dueñas i Arenillas de Valderaduey i a la vora del riu Cea.
És un poble principalment agrícola i ramader on actualment la majoria de la població està jubilada.
A 1 gener 2012 tenia 110 habitants.

## Medi natural
Una petita porció de terreny propera a la localitat està integrada dins de la Zona d'especial protecció per a les aus anomenada La Nava - Camps Nord pertanyent a la Xarxa Natura 2000.

## Canal Cea-Carrión
El canal Cea-Carrión és un canal que permet el transvasament d'aigua dolça provinent de l'embassament de Riaño a la conca del riu Carrión. Agafa l'aigua del riu Cea a la localitat de Galleguillos de Campos.